# 特韋爾多赫利博韋
49°39′18″N 38°11′21″E / 49.65500°N 38.18917°E
特韋爾多赫利博韋（烏克蘭語：Твердохлібове）是位於烏克蘭東部的村莊，由盧甘斯克州斯瓦托韋區的下杜萬卡市鎮負責管轄。該村始建於1953年，面積0.57平方公里，海拔高度122米，2001年人口9，人口密度每平方公里15.8人。